# Não Sou Nenhum Roberto, Mas às Vezes Chego Perto
Não Sou Nenhum Roberto, Mas às Vezes Chego Perto é um álbum de estúdio do cantor Nando Reis. Lançado em 2019, o intuito principal do álbum é de regravações de famosas canções de Roberto Carlos.

## Lista de faixas
1. "Alô"
2. "De Tanto Amor"
3. "Me Conte a Sua História"
4. "Amada Amante"
5. "Abandono"
6. "Vivendo por Viver"
7. "Nosso Amor"
8. "Todos Estão Surdos"
9. "Nossa Senhora"
10. "Você em Minha Vida"
11. "Procura-se"
12. "A Guerra dos Meninos" (feat. Jorge Mautner)